# Гиппоник Аммон
Гиппоник (др.-греч. Ἱππόνικος), по прозвищу Аммон (Άμμων) — афинский аристократ VI — V веков до н. э.
Сын Каллия из рода Кериков, член так называемой семьи «Каллиев», или «Каллиев-Гиппоников». В просопографической и генеалогической литературе в зависимости от вкуса авторов может именоваться Гиппоником (I) или Гиппоником (II).
Прозвище, предположительно, получил, поскольку мог возглавлять священное посольство к оракулу Амона в Ливии. Принадлежность Гиппоника к семье жрецов элевсинского культа делает эту гипотезу вполне вероятной.
Относительно происхождения богатства его семьи, вызывавшего в Афинах всеобщую зависть, Афиней приводит анекдот, рассказанный Гераклидом Понтийским в книге «О наслаждениях». Якобы, когда персы (в 490 до н. э.?) высадились на Эвбее, их военачальник (вероятно, Датис) оставил казну на хранение в доме эретрийца Диомнеста. Когда персы погибли (вероятно, при Марафоне), некому было потребовать деньги назад, и Диомнест их присвоил.
Когда же «персидский царь вновь послал войско на Эретрию, чтобы стереть её с лица земли», богачи стали вывозить средства за границу, и наследники Диомнеста отдали его сокровища на хранение Гиппонику. Все население Эретрии было угнано завоевателями в Экбатаны, и Гиппоник оказался обладателем огромного состояния.
Современные историки относятся к этим россказням крайне скептически, так как двукратное вторжение персов на Эвбею сомнительно, и вся эта история, очевидно, сочинена с целью опорочить дом Кериков намеками на не вполне чистые источники их богатства. Сходную басню античные авторы рассказывают и о сыне Гиппоника Каллии Богатом, и она свидетельствует лишь о том, что не только Бальзак*, но и древние афиняне склонялись к мысли, будто «все крупные состояния нажиты преступным путём».
```
   * Подлинная цитата: "всякое состояние, быстро составленное, является делом случая, следствием 
   открытия либо узаконенного воровства" 
[
9
]
.
```